# Fading Days
Albums de Amber Pacific
The Possibility and the Promise
Fading Days est le premier EP du groupe américain Amber Pacific. Le titre Fading Days est tiré de la chanson Everything We Are Has Become What We Are ("This is the last chapter of our fading days"), dans l'album The Possibility and the Promise.

## Liste des titres
| No | Titre              | Durée |
| -- | ------------------ | ----- |
| 1. | Thoughts Before Me | 3:58  |
| 2. | Always You         | 4:06  |
| 3. | The Last Time      | 3:53  |
| 4. | Letters of Regret  | 1:41  |
| 5. | Here We Stand      | 4:18  |